# Підземне сховище у Салтхолмі
Підземне сховище у Салтхолмі — комплекс каверн для зберігання широкого спектра хімічних продуктів, розташований за кілька кілометрів на північний схід від Мідлсбро.
З 1950-х років в Салтхолмі (Біллінгемі) почали підземний видобуток солей. Внаслідок розмивання соляних відкладень формації Boulby Halite (пермський період), котрі мають товщину від 27 до 40 метрів, на глибинах від 350 до 390 метрів біля сотні каверн.
З 1965 по 1982 роки 27 підземних порожнин обладнали для використання як сховищ. Станом на 2010-й рік дев'ять із них не використовувалось, а ще у вісімнадцяти зберігали різноманітні речовини: азот (1 каверна), водень, олефіни (етилен, пропілен), пропан, нафтопродукти (газовий бензин, газойль), сиру нафту. Загальний об'єм сховища при цьому сягав 200 тис. м3. На той же 2010-й соляне поле мало ще 80 свердловин, при цьому з 5 видобували соляний розчин, а 75 були відпрацьовані та полишені без переобладнання.
Можливо також відзначити, що наразі власником сховища є саудійська компанія SABIC, окрій належить розташована на протилежному березі річки Тіс установка парового крекінгу у Вілтоні, котра, зокрема, споживає газовий бензин та пропан і випускає етилен та пропілен.